# 雷霍沃特
雷霍沃特是以色列中央区的一个城市，距特拉维夫约20千米。根据以色列中央统计局的数据，该城2004年年底总人口为101,900。

## 教育
2004年有19,794位學生與53所學校。

## 友好城市
- 英国曼彻斯特
- 阿根廷巴拉那
- 法国格勒诺布尔
- 美国费城
- 美国纽约州罗彻斯特
- 德国海德堡